# Henriette Amalie von Anhalt-Dessau (1720–1793)

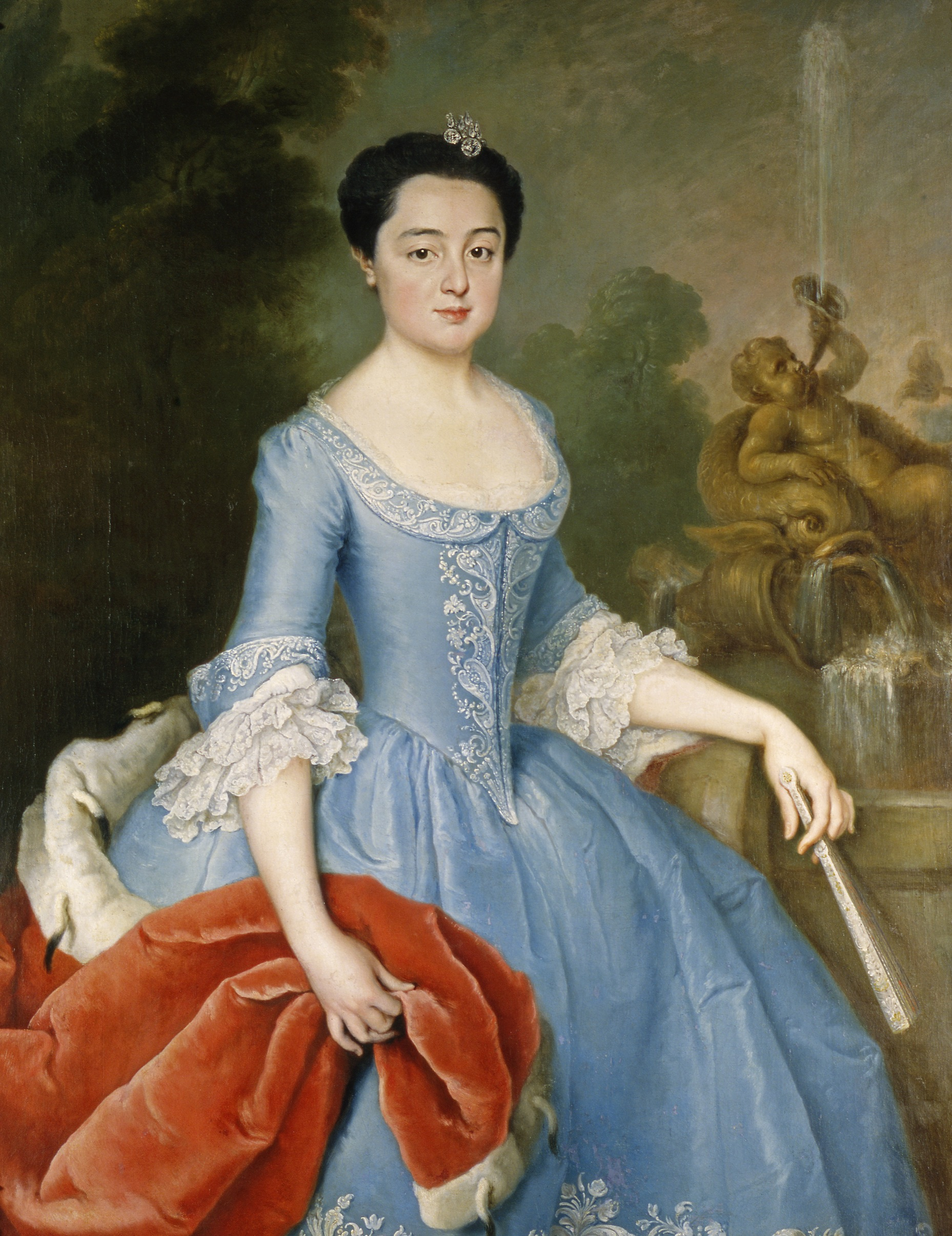
Prinzessin Henriette Amalie von Anhalt-Dessau; Gemälde von Joachim Martin Falbe im Schloss Mosigkau, Dessau

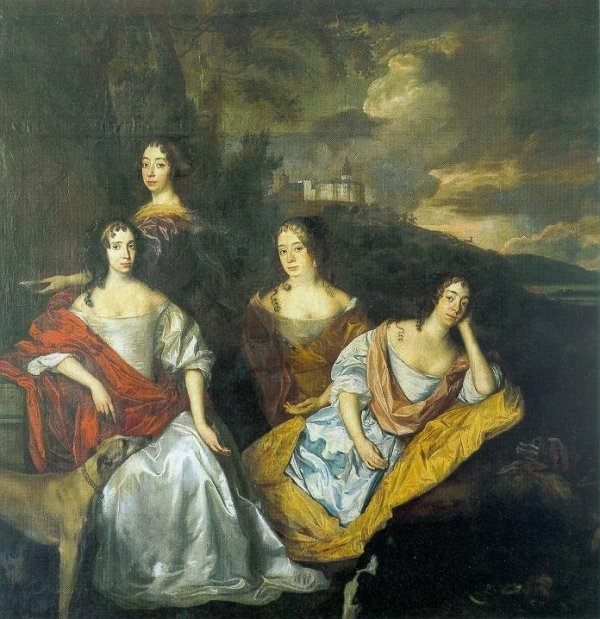
Die Töchter des Friedrich Heinrich von Oranien, Statthalter der Niederlande (Gemälde von Jan Mytens); 2. v. rechts Henriette Catharina, die Großmutter von Henriette Amalie

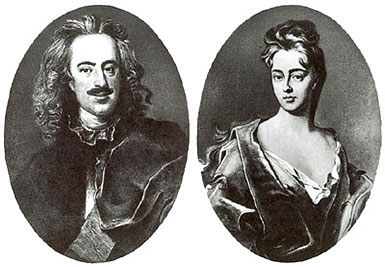
Leopold I. von Anhalt-Dessau und Anna Luise Föhse, die Eltern von Henriette Amalie

Henriette Amalie Prinzessin von Anhalt-Dessau (* 7. Dezember 1720 in Dessau; † 5. Dezember 1793 ebenda) war eine Prinzessin aus dem Haus der Askanier, Stiftsdame des Stifts Herford und Kunstsammlerin. Ihre Gemäldesammlung bildete den Grundstock der Anhaltischen Gemäldegalerie Dessau, wo sie noch heute aufbewahrt wird.

## Vorfahren
Henriette Amalie kam als zehntes Kind des Fürsten Leopold I. von Anhalt-Dessau und der Anna Luise Föhse zur Welt. 
Ihre Großmutter väterlicherseits war Henriette Catharina von Oranien-Nassau, eine niederländische Prinzessin aus dem Haus Oranien, die 1659 Henriette Amalies Großvater Johann Georg II. von Anhalt-Dessau geheiratet hatte. Als Fürstin beteiligte sie sich am Aufbau und an der Entwicklung des relativ armen Fürstentums. Im Jahr 1660 erhielt sie das Dorf Nischwitz als persönlichen Besitz, welches 1673 in Erinnerung an ihre Herkunft in Oranienbaum umbenannt wurde. Ab 1683 ließ sie hier Stadt, Park und Schloss Oranienbaum als ihre persönliche Residenz errichten. Nach dem Tod ihres Gatten Johann Georg II. im Jahr 1693 ließ sie Schloss Oranienbaum zum Witwensitz ausbauen, den sie bis zu ihrem Tod bewohnte. 
Henriette Amalies Großeltern väterlicherseits hatten mehrere Kinder, darunter den späteren Fürsten Leopold I. von Anhalt Dessau, genannt Der Alte Dessauer und dessen Schwester Fürstin Henriette Amalie von Nassau-Dietz, die den Fürsten Heinrich Casimir II. von Nassau-Dietz heiratete. Aus dem Nachlass ihrer Mutter Henriette Catharina erbte die Fürstin nicht nur bedeutende niederländische Gemälde, sondern auch das Schloss Oranienstein, das sie in den Jahren 1704 bis 1709 durch den Architekten Daniel Marot barock gestalten ließ. 
Henriette Amalies Großeltern mütterlicherseits waren der Dessauer Hofapotheker Rudolf Föhse und seiner Ehefrau Agnes Ohme. Leopold I. heiratete die Apothekerstochter Anna Luise Föhse, seine Jugendliebe, 1698 kurz nach der Regierungsübernahme. Seine Mutter, die Fürstin Henriette Catharina von Nassau-Oranien, die nach dem Tod seines Vaters die Vormundschaft für den noch minderjährigen Erbprinzen zusammen mit einem Vormundschaftsrat übernommen hatte, und der Brautvater Rudolf Föhse hatten die Eheschließung bis dahin verhindert, weil sie als nicht standesgemäß galt. Drei Jahre später erreichte Leopold I. vom Kaiser, dass seine Frau Anna Luise zur Reichsfürstin erhoben und für ihre Kinder mit Sukzessionsrechten ausgestattet wurde. Sie fungierte als Regentin, wenn ihr Mann auf Feldzügen war.

## Leben
Im Jahr 1720 kam Henriette Amalie als jüngste von fünf Töchtern des regierenden Fürstenpaares Leopold I. von Anhalt-Dessau und Anna Luise Föhse zur Welt. Außerdem hatte sie fünf ältere Brüder, die allesamt in preußischen oder sächsischen Diensten Karriere machten und in die hohe Generalität  aufstiegen, darunter Leopold II. Maximilian von Anhalt-Dessau.
Henriette Amalie erhielt dieselben Vornamen wie ihre Patin Henriette Amalie von Nassau-Dietz, die Schwester ihres Vaters. Aus diesem Grund wird die Nichte manchmal mit ihrer Tante verwechselt, zumal sie nicht nur den Namen, sondern auch den Kunstsinn, die Sammelleidenschaft und das Organisationstalent mit ihr teilte.
1741 brachte Henriette Amalie den unehelichen Sohn Heinrich August zur Welt, weigerte sich aber, dessen Vater, den neun Jahre älteren Sohn des Jagdzeugmeisters Wilhelm Gustav Werner, zu heiraten. Daraufhin verbannte ihr Vater Leopold I. sie in das freiweltliche Frauenstift Herford, wo sie die nächsten elf Jahre als Stiftsdame lebte. Leopold I., der selbst mit Anna Luise Föhse eine unstandesgemäße Ehe geschlossen hatte und zudem zwei uneheliche Kinder hatte, versuchte auch weiterhin, seine Tochter standesgemäß zu verheiraten; alle Heiratspläne scheiterten jedoch.

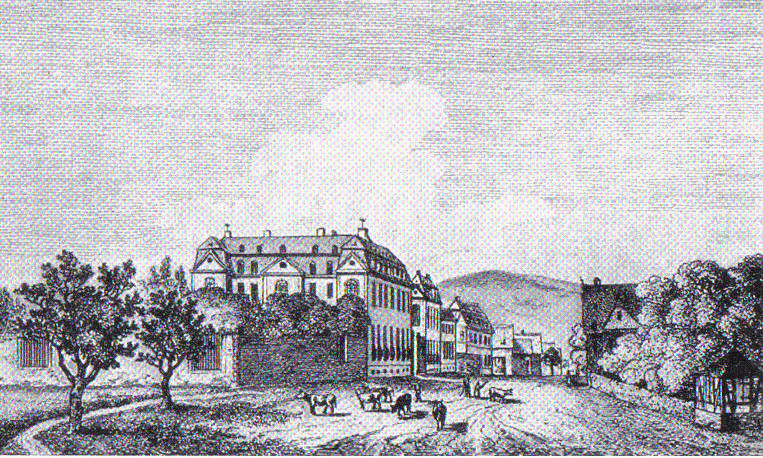
Bockenheimer Schloss, Kupferstich von Johann Friedrich Morgenstern von 1820

Vermutlich um in der Nähe ihres Sohnes zu sein, der zu einer Frankfurter Bankiersfamilie in Pflege gegeben worden war, erwarb Henriette Amalie 1753 in Bockenheim bei Frankfurt ein Gut, zu dem ein Herrenhaus mit Orangerie gehörte, das sie zum „Bockenheimer Schlösschen“ ausbauen ließ. Die dortigen Hofgebäude nutzte sie einige Jahre als Wohnsitz, um von hier die Fertigstellung ihres „Schlösschens“ zu überwachen. Das „Bockenheimer Schlösschen“ wurde zu ihrem Hauptwohnsitz während der nächsten Jahrzehnte.
Henriette Amalie bewirtschaftete ihre ausgedehnten Güter in Bockenheim selbst, statt diese durch Verwalter bewirtschaften zu lassen. Sie war begeisterte Landwirtin, offen für Reformen und penibel in der Buchhaltung. Durch sparsames Wirtschaften und finanziellen Weitblick schuf sie sich die Basis für ein unabhängiges und standesgemäßes Leben. Sie ließ umfangreichen Ackerbau betreiben und wurde in kurzer Zeit durch den Kauf und das Anpachten aller großen Güter in Bockenheim zur größten Grundbesitzerin des Ortes. Man sagte von ihr, sie sei fünfmal so reich wie der reichste Bauer des Ortes. Sie führte die Seidenraupenzucht ein, hielt Bienen, ließ Apfelwein keltern und verkaufte Orangen aus ihren Gewächshäusern. Sie ließ Spargelkulturen, Obst- und Gemüseplantagen sowie Maulbeerplantagen für ihre Seidenraupen anlegen und betrieb auf ihren Gütern sowohl Schafhaltung als auch Rinderzucht. Mit ihrem Vermögen unterstützte sie zahlreiche Künstler, indem sie deren Werke erwarb.
1771 erweiterte sie ihr Landhaus durch Anbauten zum Schloss. In der Galerie im ersten Stock des Gebäudes fanden die annähernd 700 Kunstwerke einen Platz. Neben dem Schloss wurde ein „Marmorbad“ angebaut.
Um 1771/72 starb ihr geliebter Sohn mit etwa 30 Jahren an der Schwindsucht.

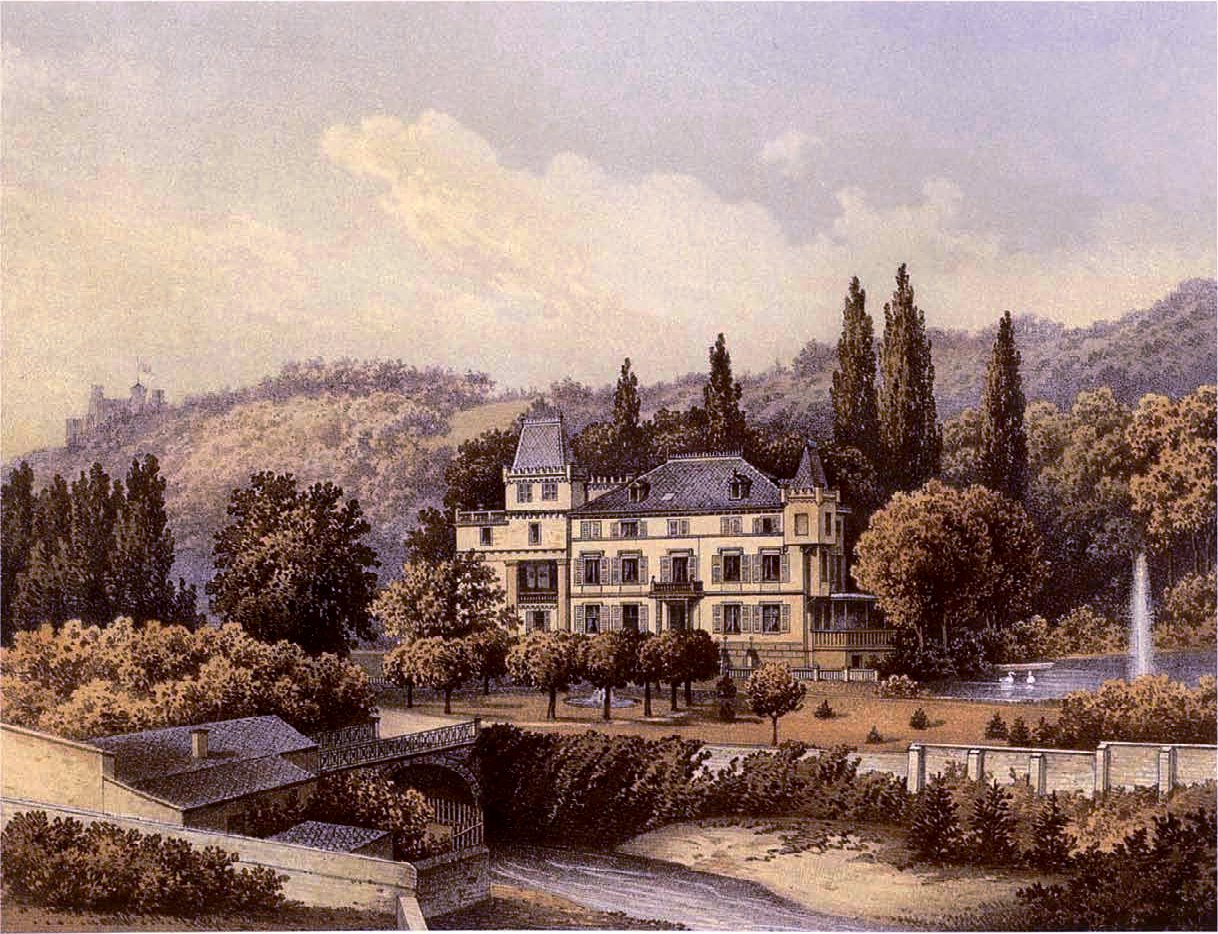
Rittergut Bangert bei Kreuznach um 1860, Sammlung Alexander Duncker

Henriette Amalie lebte in dieser Zeit mit dem fünfzehn Jahre jüngeren Baron von Rackmann zusammen, der durch ihre Intervention 1788 in den Reichsfreiherrenstand als Baron von dem Bangardt erhoben wurde. Der Name Bangert (= Baumgarten) stammte von einer Besitzung, die Henriette Amalie 1771 in Kreuznach erworben hatte, dem Rittergut Bangert, abgeleitet von dessen zahlreichen Obstbäumen.

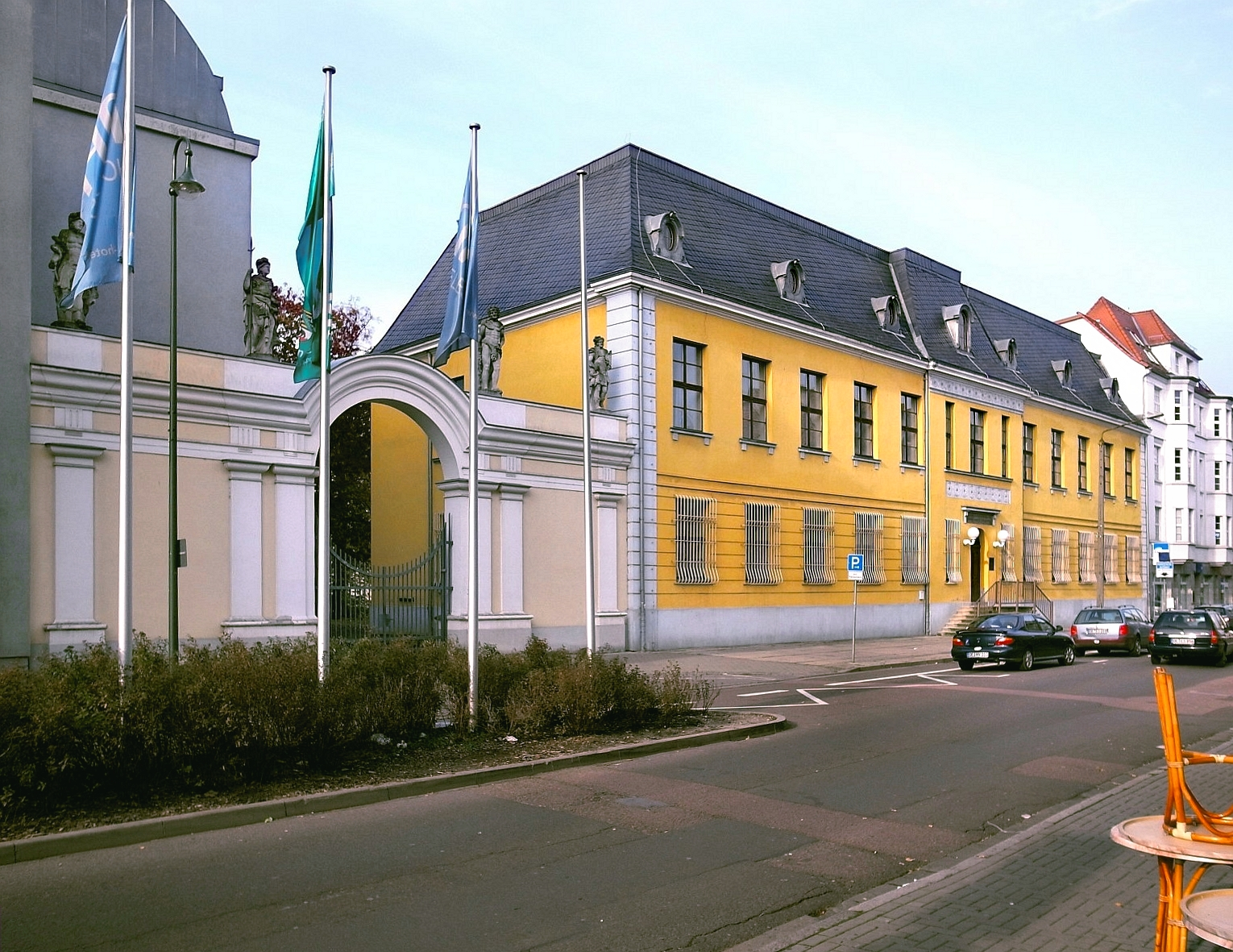
Stadtresidenz Palais Dietrich in Dessau, ihr letzter Wohnort von 1792 bis 1793

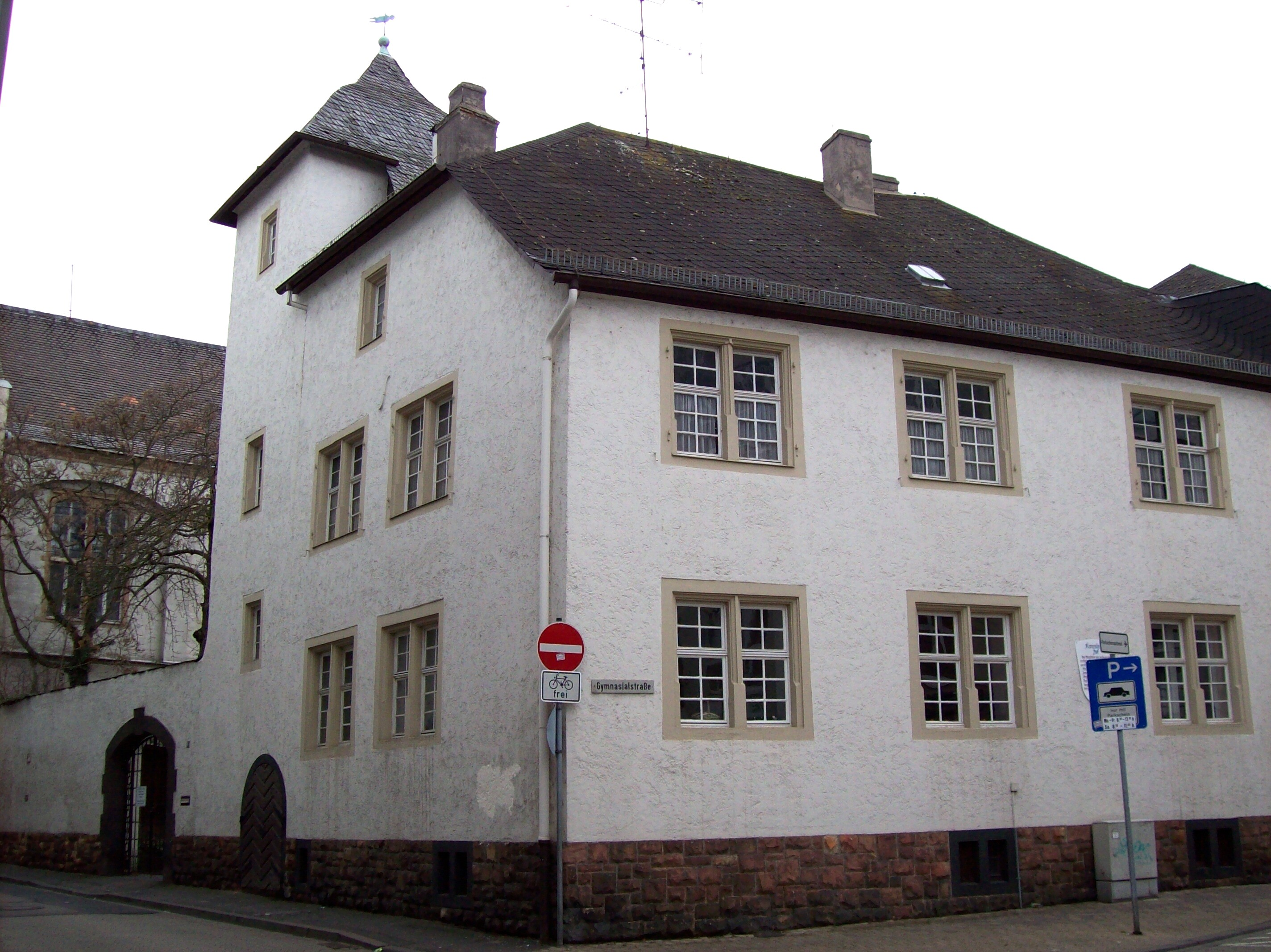
Kronenberger Hof in Bad Kreuznach, heute Gebäudeteil eines Gymnasiums

Neben dem Rittergut Bangert erwarb die Prinzessin in Kreuznach auch Adelshöfe aus dem 17. Jahrhundert wie den Simmerner Hof und den Kronenberger Hof und wurde 1766 Eigentümerin des Hundheimer Hofs, der daraufhin Dessauer Hof genannt wurde. Auch mit dem Musterlandgut Domäne Bangert bewies sie sich als innovative Agrarunternehmerin.
Dass sie Güter in Kreuznach erwarb, hing vermutlich mit ihrer familiären Verbindung zum Haus Oranien zusammen; ihre Großtante Marie von Oranien-Nassau (1642–1688) hatte zeitweise während der Sommermonate hier residiert und war in Kreuznach verstorben.
Außerdem erwarb Henriette Amalie ein repräsentatives Frankfurter Stadthaus in der Großen Eschenheimer Gasse 41.
1790 kehrte Henriette Amalie mit Genehmigung ihres Neffen, des damals regierenden Fürsten Leopold III. Friedrich Franz, nach Dessau zurück und bezog dort das Palais Dietrich, eine von ihrem Vater für ihren bereits 1769 verstorbenen Bruder Dietrich errichtete Stadtresidenz. Hier starb sie 1793. Ihre Beisetzung in Dessau erfolgte ohne die Anwesenheit der Familie.
Aus dem Nachlass der Prinzessin wurde die Amalienstiftung errichtet, die sich der Hilfsbedürftigen Dessaus annehmen sollte. Sie erhielt auch die umfangreichen Sammlungen der Prinzessin, darunter eine große Naturaliensammlung, eine Bibliothek mit über 4000 Bänden aus Geistesgeschichte, Naturkunde und Belletristik und ihre Gemäldesammlung. Die Gemäldesammlung sollte nach dem Willen Henriette Amalies der Öffentlichkeit zugänglich gemacht werden. Von den über 700 Bildern der Sammlung verwahrt die Anhaltische Gemäldegalerie Dessau heute noch 482 Gemälde. Die schriftliche Überlieferung der Amalienstiftung befindet sich in der Abteilung Dessau des Landesarchivs Sachsen-Anhalt.

## Liegenschaften
Die erste von Henriette Amalie in Bockenheim erworbene Liegenschaft diente nach ihrem Tode als Altersruhesitz für ihren langjährigen Liebhaber, den Freiherrn von dem Bangardt, bevor sie 1804 an den Bankier Johann Georg Meyer und von diesem dann 1820 an Samuel Passavant verkauft wurde, der dort 1829 von Friedrich Christian Hess die Gartenvilla der Familie errichten ließ. 1938 erwarb dann die Stadt Frankfurt das Anwesen und erbaute die ehemalige Francke-Schule und später das heutige St. Elisabethen-Krankenhaus. Von der historischen Bebauung ist bis auf wenige spärliche Mauerreste an der Ginnheimer Straße nur noch die Passavantsche Villa erhalten, die als Kindergarten „Die Arche“ des St. Elisabethen-Krankenhauses genutzt wird.

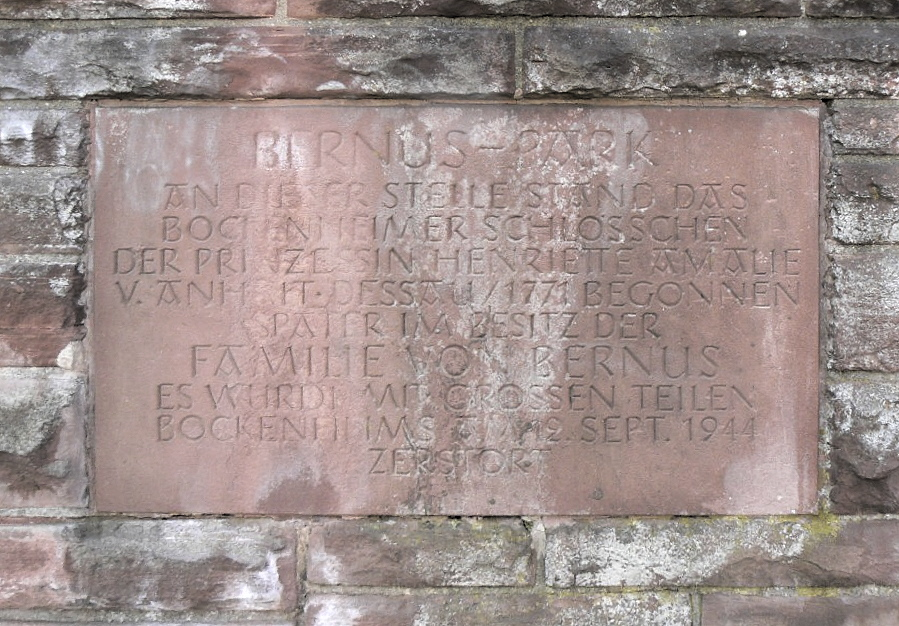
Gedenkplatte am heutigen Eingang des Von-Bernus-Parks

Henriette Amalies „Bockenheimer Schlösschen“ kaufte 1793 der Frankfurter Bankier Abraham Chiron (1740–1823), Schwiegervater von Johann Georg Sarasin (1762–1847) und Johann Jakob Willemer (1760–1838), beide ebenfalls Frankfurter Bankiers und Politiker. Von 1813 bis 1816 war es im Besitz der Stadt Frankfurt, welche darin während der Befreiungskriege 1813 bis 1815 ein Lazarett einrichtete. Ab 1823 gehörte das Schloss dann der Familie Brentano, bevor es 1856 in den Besitz von Emilie Stein (1804–1870), der Witwe des Frankfurter Stadtpfarrers Alexander Stein (1789–1833), gelangte. Diese war die Tochter des Bankiers Joachim Andreas Grunelius (1776–1852), Eigentümer des Bankhauses „Grunelius & Co.“. Frau Stein vererbte 1857 ihr Anwesen der Familie von Bernus, die wiederum dem Bankhaus „Erlanger & Söhne“ nahe stand. Die Familie von Bernus veranlasste weitere Umbauten, wodurch das Schloss seine letzte Gestalt erhielt. Während des Zweiten Weltkrieges wurde es der Stadt Frankfurt als Jugendheim überlassen und fiel am 12. September 1944 einem alliierten Luftangriff zum Opfer. Nach dem Krieg verkaufte die Familie von Bernus das Grundstück an eine Baugesellschaft der Stadt Frankfurt, welche darauf ein großes Mietshaus errichten ließ. Übrig blieben nur noch Reste des Parks, welcher heute den Namen „Von-Bernus-Park“ trägt. An Henriette Amalie von Anhalt-Dessau erinnert eine Gedenktafel im neu geschaffenen Eingangsbereich ihres vormaligen Schlossparks.
Das Rittergut Bangert in Kreuznach erwarb 1802 Andreas van Recum (1765–1828). Das auch als Puricelli-Schloss bezeichnete Anwesen beherbergt heute das Schlossparkmuseum im Bad Kreuznacher KulturViertel. Dort hängt unter anderem eine von Georg Lisiewski um 1840 angefertigte Kopie des Porträts der Prinzessin von Joachim Martin Falbe. Im Dessauer Hof in Kreuznach sind heute der Oberbürgermeister von Bad Kreuznach und sein Büro untergebracht.